# Paradamoetas changuinola
Paradamoetas changuinola là một loài nhện trong họ Salticidae.
Loài này thuộc chi Paradamoetas. Paradamoetas changuinola được Cutler miêu tả năm 1982.